# 황권
황권(黃權, ? ~ 240년)은 중국 후한 말 ~ 삼국 시대의 촉나라, 위나라의 정치가로, 자는 공형(公衡)이며 익주(益州) 파서군(巴西郡) 낭중현(閬中縣) 사람이다.
본래 유장 휘하에 있었으나, 입촉 이후 유비에게 투항했고 이릉 대전 이후 위나라에 투항했다.

## 생애

### 유장 휘하
일찍이 군리가 되었고 후에 익주목 유장(劉璋)이 주부(主簿)로 발탁했다.
익주별가 장송(張松)이 유장에게 좌장군으로 형주에 세력을 구축하고 있는 유비(劉備)를 맞아들여 한중의 오두미도 세력(당시 천사는 장로(張魯))을 공격하라는 건의를 했다. 황권은 유장에게 간언하여 말했다.
| “ | 좌장군(유비)은 용맹한 명성을 떨치고 있습니다. 지금 이곳으로 이르도록 요청하더라도, 부하로서 그를 대우한다면 그의 마음을 만족시키지 못할 것이고, 빈객으로 접대한다면 주인은 계란을 쌓아놓은 것 같은 위험을 갖게 될 것입니다. 단지 국경을 폐쇄하고 황하가 맑아지기를 기다릴 수밖에 없습니다. | ” |

하지만 황권의 간언에 귀를 기울이지 않은 유장은 유비를 맞아들이고 황권은 광한장(廣漢長)으로 삼아 자기 곁에서 밖으로 내보냈다. 이후 유비가 촉을 공격하자 여러 군현이 유비에게 항복하였음에도 성문을 잠그고 유비에게 대항했으나, 유장의 항복 소식을 듣고 그제서야 마음을 돌렸다. 유비는 투항한 황권을 임시로 편장군으로 삼았다.

### 촉한의 신료
건안 20년(215년), 장로가 조조(曹操)의 공격을 받아 한중을 잃고 파중으로 달아나자, 한중의 중요성을 설파하며 "한중을 잃는다면 삼파(三巴 : 파 · 파동 · 파서 3군을 일컫는 말)가 위태로워질 것이다."라고 간언했다. 유비는 이를 받아들여 황권을 호군으로 삼고 장로를 맞아들이게 했으나 장로는 조조에게 투항했다. 그러나 유비는 이후에도 법정(法正)의 진언을 받아들여 계속 군을 파견하여 한중(漢中)을 정벌하게 하였다. 두호, 박호의 격파, 하후연(夏侯淵)을 죽인 것 모두가 황권의 계략이었다.
유비가 오나라를 정벌하려 하자, 간언하여 말했다.
| “ | 오나라 사람은 용감하여 전쟁을 잘하고, 또 촉의 수군은 물의 흐름을 따라 행동하므로, 전진하기는 쉬워도 물러나기는 어렵습니다. 제가 먼저 가서 적군의 허실을 살피고, 폐하께서는 응당 뒤에서 지키시기를 청합니다. | ” |

하지만 유비는 황권으로 하여금 혹시라도 쳐들어올지 모르는 위를 장강 북쪽에서 막게 하고 스스로가 오를 정벌하러 출정했다. 그러나 결국 이릉 대전의 패배 후 길이 끊겨 돌아갈 곳이 없는 황권은 위나라에 귀순하였다.

### 조위에 귀순한 후
집법관은 황권의 처자에게 형벌을 가할 것을 건의하였으나 유비는 "그가 나를 버린 것이 아니라 내가 그를 버렸다"라고 말하며 그의 처자에게 이전과 같이 대우했다. 위 문제는 황권이 유비에게 충성하는 모습을 좋아해 진남장군으로 삼고 육양후에 봉했으며 시중을 더했다. 또 자기와 함께 수레에 탈 수 있게 했다. 이후 황권의 처자가 주살되었다는 헛소문이 돌았으나 황권은 믿지 않았으며, 유비에 대한 충절을 잊지 않아 유비의 죽음에도 기뻐하지 않았다. 이를 안 위 문제가 황권을 놀래려는 생각으로 심문하기 위해 그에게 황궁으로 출두를 명하였으나 혼비백산한 그의 수하들과 식솔들과 달리 태연자약하게 나아가 오히려 위 문제에게 더욱 인정을 받았다.
이후 익주자사를 겸하였고 경초 3년(239년)거기장군 · 의동삼사로 승진하였다. 이듬해에 세상을 떠났으며 시호를 경후라 했다.

## 사후
슬하에 아들 황옹(黃邕)을 두었으나, 황옹에게 아들이 없어 그의 작위가 끝나게 되었다.
촉에 남겨둔 아들인 황숭(黃崇)의 경우에는 263년 위의 촉 정벌 때 등애(登艾)가 침공했을 당시 제갈량(諸葛亮)의 아들인 제갈첨(諸葛瞻)과 함께 면죽관(綿竹關)에서 필사의 각오로 항쟁하였으나 결국 죽었다.

## 《삼국지연의》에서의 황권
《삼국지연의》에는 유비의 입촉을 반대하는 유장의 신하중 한 사람으로 등장하여, 이가 부러졌다. 그러나 유비가 서촉을 재패하였을 때 유파(劉巴)와 끝까지 중전에 나타나지 않자 유비가 직접 찾아가 그들을 권유하자 유비를 따르게 된다.
219년에는 법정과 함께 한중 공방전의 일등 공신이 되었으며, 222년에 이릉 대전에 참전하여 북방을 지켰으나 육손(陸遜)의 화공으로 대패하자 위나라로 투항하였다.

## 황권의 친족관계

### 관련 인물
- 황숭

## 같이 보기
- 삼국지 인물 목록